# Pangrapta ferrugineiceps
Pangrapta ferrugineiceps är en fjärilsart som beskrevs av George Francis Hampson 1896. Pangrapta ferrugineiceps ingår i släktet Pangrapta och familjen nattflyn. Inga underarter finns listade i Catalogue of Life.